# Cibi
La cibi (pronunciata "simbi") è una danza di guerra delle isole Figi, eseguita prima o dopo una battaglia. La sua origine è nella piccola isola di Bau, al largo della costa orientale dell'isola principale Viti Levu. È venuta alla ribalta da quando è stata eseguita dalla nazionale di rugby a 15 delle Figi prima di ogni partita.

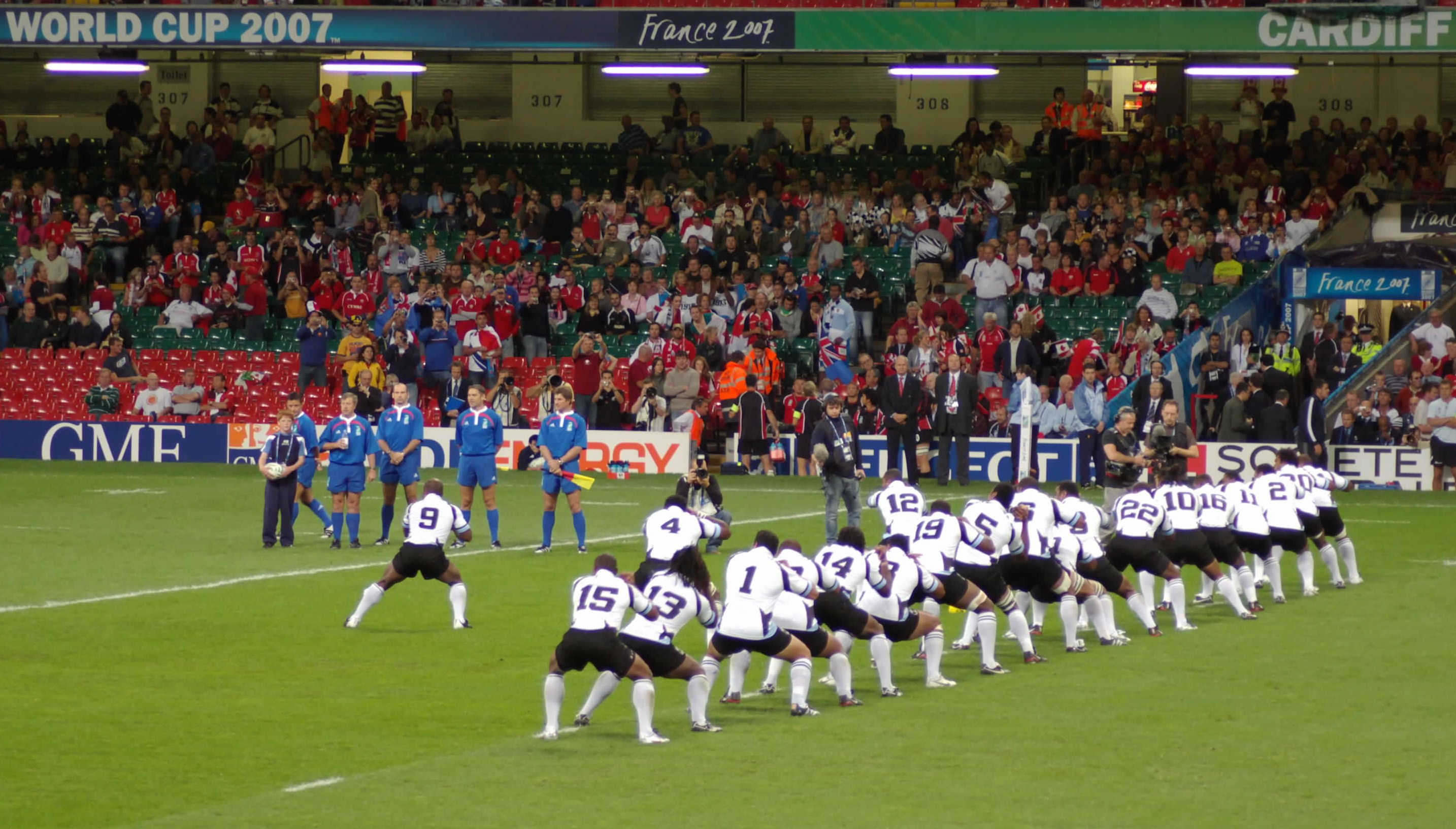
La squadra di rugby delle isole Figi mentre esegue la cibi prima di una partita

## Origini
Le origini della cibi risalgono all'epoca delle guerre del paese con i loro vicini del Pacifico e durante i conflitti intertribali. Al loro ritorno a casa i guerrieri annunciavano la loro vittoria esibendo bandiere-una per ogni nemico ucciso. Loro venivano accolti dalle donne che cantavano canzoni con gesti che le accompagnavano. La cibi era destinata ad aprire la battaglia per stimolare le truppe,ma era cantata con più vigore quando l'esercito vittorioso ritornava a casa a festeggiare.
Nel 1939 quando le Figi si preparavano per il loro primo tour della Nuova Zelanda, il capitano, George Cakobau, pensò che la sua squadra dovesse avere una danza di guerra corrispondente alla Ka Mate degli All Blacks. Egli consultò Ratu Bola, capo del clan guerriero del villaggio di Navusaradrave, nell'isola di Bau, che insegnò la cibi alla squadra, che la adottò come rituale pre-partita e diventò l'unica squadra a rimanere imbattuta in un tour completo della Nuova Zelanda.

## Il testo
| Figiano | Italiano |
| (Leader)Vaka rau! Cibi! Tei vovo, tei vovo E ya, e ya, e ya; Tei vovo, tei vovo E ya, e ya, e ya Rai tu mai, rai tu mai Oi au a virviri kemu bai Rai tu mai, rai ti mai Oi au a virviri kemu bai Tuletule buka! E ya! Tuletule buka! E ya! Tuletule buka sa dredre Tou vaka tosoya vaka malua. E ya, e ya, e ya, e ya | (Leader):Pronti! Cibi! Recinzione di guerra, recinzione di guerra, Oh, oh, oh Recinzione di guerra, recinzione di guerra Oh, oh, oh, oh Guardate qui, guardate qui, Io attacco le vostre difese, Guardate qui, guardate qui, Io attacco le vostre difese Girerò l'albero per sradicarlo! Oh! Girerò l'albero per sradicarlo! Oh! L'albero è uscito da terra. Lentamente, possiamo muoverlo. Oh, oh, oh, oh, oh! |